# 黏跡棋
黏跡棋（Slimetrail），是Bill Taylor在1992年推出的兩人棋類遊戲，可作紙筆遊戲，在葡萄牙有舉辦比賽

## 棋具
- 通常為N*M方格棋盤，亦有六角型版。其中一對角各標玩家的代表色，稱為目標格。
- 共用棋子，數量等於總格數。

## 規則
- 雙方必須輪流下一子，除先行方第一手外，其餘須要下在對方剛下子的鄰空格之一，不可讓兩方目標格完全被圍住。
- 後行方第一著可以交換成先手方。
- 將棋子先放於己方目標格勝。
- 無法行棋者輸掉遊戲[2][3]。

## 外部連結
- 遊戲介紹（页面存档备份，存于）
- 遊戲下載（页面存档备份，存于）